# Infusionssystem

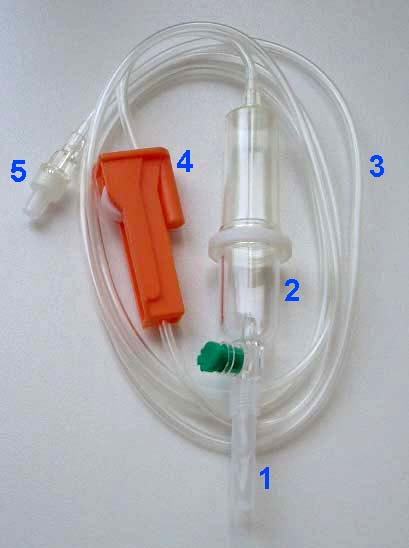
Infusionssystem

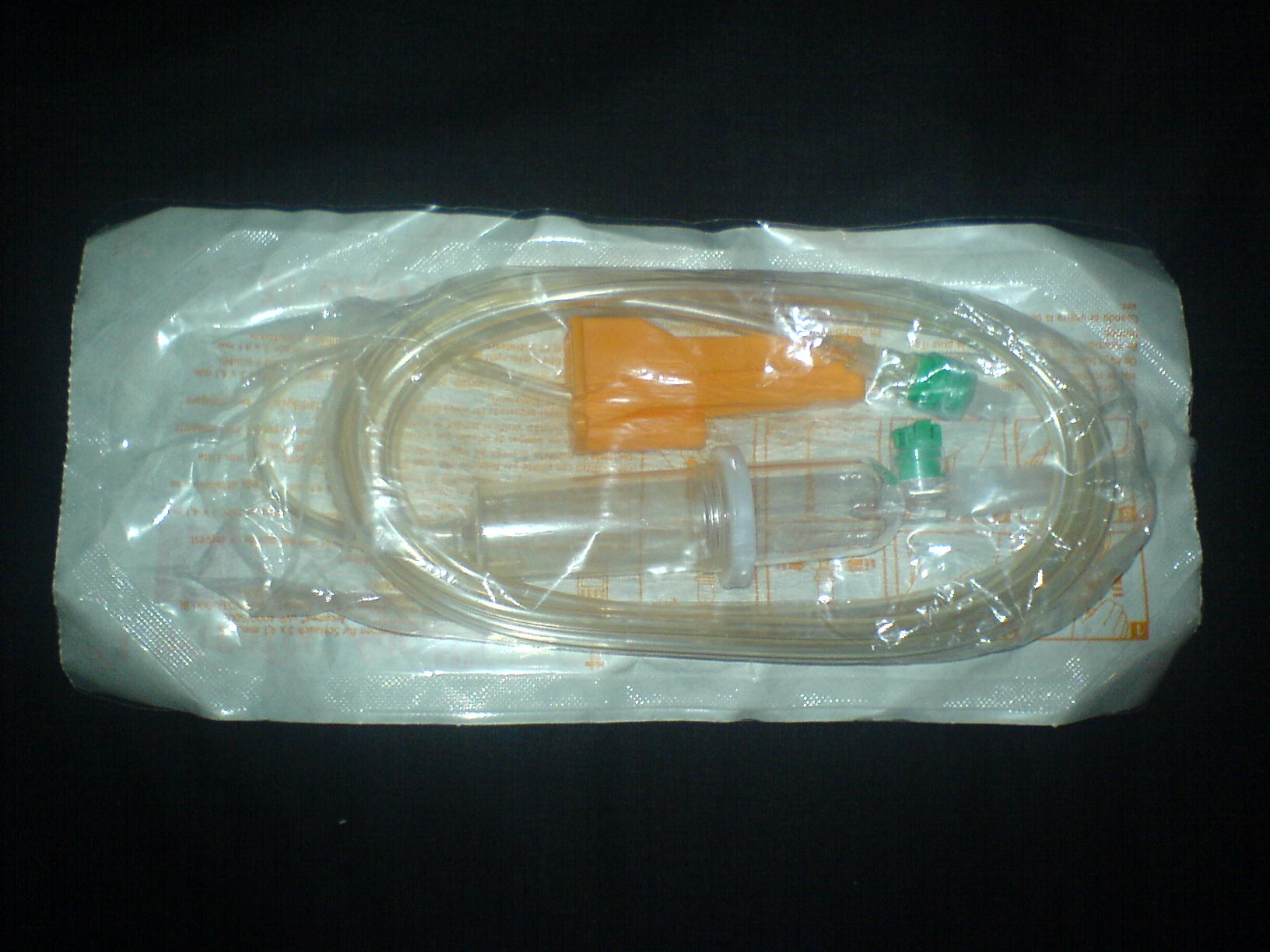
Verpacktes Infusionsbesteck

Ein Infusionssystem oder Infusionsbesteck ist ein medizinisches Gerät zur Verbindung eines Infusionsbehälters mit einem parenteralen Zugang (häufig intravenös, subkutan oder intraossär; selten intraperitoneal oder intraarteriell).
Es besteht von oben nach unten aus
- einem Dorn zum Einstechen in den Gummistopfen am Infusionsbehälter (1),
- einer Tropfkammer (2) mit Belüftung (im Bild grün),
- der transparenten Infusionsleitung (3)
- einem Durchflussregler (im Bild orange) zur Kontrolle der Geschwindigkeit, mit der die Infusionsflüssigkeit in den Körper gelangt (4), und
- einem Anschlusskonnektor (z. B. nach dem Luer-System) zur Verbindung mit dem Zugang, z. B. eines peripheren Venenkatheters (5).

Infusionssysteme werden in der Regel als steril verpacktes Einmalprodukt verkauft. Viele Hersteller (z. B. bei B. Braun, DKS Loversan, Söhngen, u. v. a.) verwenden die Bezeichnung „Infusionsgerät“ statt Infusionssystem.